# City of Sheffield Water Polo Club
City of Sheffield Water Polo Club é um clube de polo aquático da cidade de Sheffield, Reino Unido.

## História
City of Sheffield Water Polo Club é um dos clubes mais fortes do pais, sobretudo no naipe feminino.